# هان جین وون
هان جین وون (انگلیسی: Han Jin-won؛ زادهٔ ۱ ژانویهٔ ۱۹۸۶) فیلم‌نامه‌نویس اهل کره جنوبی است. بیشتر شهرت وی به دلیل نویسندگی فیلم انگل می‌باشد که جایزه اسکار بهترین فیلم‌نامه غیراقتباسی را برای وی به همراه داشت.